# 怪物 (2005年電影)
《怪物》（英語：Home Sweet Home）是一部2005年香港驚悚恐怖電影，由鄭保瑞執導，胡智龍任動作設計，舒淇、林嘉欣、方中信及林雪主演。

## 劇情
一對中產階級的夫婦，帶著他們的六歲兒子，歷經長時間的尋尋覓覓，終於做了他們們此生中極重要的一項決定，買下一棟屬於他們三人小家庭的「愛的小窩」。
在他們匆匆搬進去之後，卻接連發生了一些怪事，甚至在一次鄰人的家庭聚會中，這對夫婦竟然在光天化日之下，失去了他們的寶貝兒子，幾乎讓這對夫婦急得快發瘋。他們報了警，警方不斷調查卻不得要領。
在孩子母親決不死心的搜尋下，終於找到了一些蛛絲馬跡，然而此舉卻引發了鄰居們的不滿，認為她的疑神疑鬼對社區帶來了不良的影響，甚至會妨礙到社區房價的升值。同時，警方也對她的不斷提供線索感到極端不耐與厭煩。
原來，這個社區在多年前是違章社區，因為政府都市計劃的執行，而實施強制拆除。但在拆除過程中，引發了居民的強烈抗爭。其中一戶人家，先生因投擲汽油彈而引發自焚不幸死亡，妻子帶著六歲幼子在夷為平地的廢墟上，過著乞丐般的生活，並緬懷著一家人過去曾擁有過的短暫快樂時光。
然而，就算這樣，上蒼對這對不幸的母子仍不放過，六歲小男孩在一次翻撿廢棄玩具時，引發垃圾山的坍塌而壓斃。母親連續喪夫、喪子後，終於發瘋並不知所措。
整片新的社區終於完工了，新的住戶也陸陸續續搬了進來。但有一個幽靈般的住戶卻是沒有任何戶籍、身分，也沒有住何人知道。這個住戶行動敏捷、力大無比、手如枯枝、臉若鬼魅。偶然有人驚鴻一瞥看到這個「怪物」，最後都認為是自己老眼昏花，所以沒有任何人真正看過「牠」。
正是「牠」綁架了這位六歲的男童，並視為自己死去的同齡兒子。男童最先駭極，並數次設法逃脫，都不幸被怪物抓回，並欲將男童殺死，最後卻總有不捨而饒他小命。怪物雖然精神異常，但母性的天性卻未泯滅。
男孩的生母歷經艱險，鍥而不捨，終於在一些拼湊而來的線索中，發現自己的孩子仍在人間。但左鄰右舍乃至警察都認為她因思子成病，嫌惡不已。
母性的天性讓她終於找到了兒子，但母性的天性，也讓兩個女人形成對決之勢「怪物」雖然可厭可恨，然而孰以致之？一個恐怖的故事，卻能引發現眾的深思…。

## 演員
- 舒淇
- 林嘉欣
- 方中信
- 林雪

## 獎項
| 頒獎典禮                   | 獎項       | 名字   | 結果 |
| -------------------------- | ---------- | ------ | ---- |
| 第12屆香港電影評論學會大獎 | 最佳電影   |        | 提名 |
| 第12屆香港電影評論學會大獎 | 最佳女演員 | 林嘉欣 | 提名 |
| 第12屆香港電影評論學會大獎 | 推薦電影   |        | 獲獎 |
| 第25屆香港電影金像獎       | 最佳女主角 | 林嘉欣 | 提名 |

## 外部連結
- 香港影庫上《怪物》的資料（繁體中文）
- 豆瓣电影上《怪物》的資料 （简体中文）
- 时光网上《怪物》的資料（简体中文）
- 互联网电影数据库（IMDb）上《怪物》的资料（英文）